# 汪刘二公祠
汪刘二公祠，位于中国广东省深圳市深圳市南山区南关正街玄武古庙之南，列入深圳市文物保护单位，类型为古建筑，公布时间为1988年7月27日。
明万历年间始建，清代重修，抗战时期被日本人破坏，现存后殿及前殿残壁，几近废墟。祠内祭祀明代广东按查司按查使汪鋐和广东提刑按察司副使刘稳。正德十八年年，汪鋐曾指挥军民在屯门与葡萄牙人海战。刘稳曾于万历元年报请朝廷，将新安县从东莞县划出。